# Arthaud de Belley
Pour les articles homonymes, voir Arthaud et Belley (homonymie).
Saint Arthaud de Belley, né en 1101 et mort en 1206, est un moine chartreux fondateur de la chartreuse d'Arvières qui fut évêque de Belley de 1188 à 1190. Liturgiquement il est commémoré le 6 octobre.

## Histoire et tradition
Il naît au château de Sothonod dans les montagnes du Valromey en 1101, comme fils unique. Dès l'enfance, selon la légende, il est renommé pour son humilité et son goût de l'Évangile. Devenu page à l'âge de dix sept ans du comte de Savoie Amédée III, il reste à la cour de Chambéry pendant trois ans avant d'entrer à la chartreuse de Portes dans le Bugey rejoindre son prieur, Bernard de Varin. En 1123, Arthaud est élevé à la prêtrise.
Humbert de Grammont, évêque de Genève, souhaitant avoir une chartreuse dans son diocèse, choisit Arthaud pour mener à bien son projet. Amédée III avait déjà fait construire les abbayes de Hautecombe et de Tamié. C'est donc en 1152, accompagné par six compagnons qu'Arthaud retourne sur la terre de ses ancêtres fonder la chartreuse d'Arvières. 
En 1188 - il a 87 ans - il succède à Renaud sur le siège d'évêque de Belley qu'il quitte en 1190 pour retrouver sa solitude monastique. Après sa mort le 6 octobre 1206, il est inhumé dans un tombeau de pierre devant la porte de l'église de la chartreuse d'Arvières. En 1791, la Convention chassa les derniers moines de la Chartreuse, et à cette occasion les reliques d'Arthaud seront déposées dans une châsse, installée dans l’église de Lochieu.

## Vénération
Ses reliques sont conservées dans la châsse de l’église de Lochieu. 
Sa fête, fixée le 6 octobre est confirmée, et étendue à toute l'Europe par le pape Grégoire XVI le 2 janvier 1834. 